# Beranui (Torre de Capdella)
Beranui, a menudo pronunciado Brenui o Bernui, y a veces incluso escrito así, es un pueblo del municipio de Torre de Capdella en la comarca del Pallars Jussá. Antes de 1970 pertenecía al antiguo municipio de Mont-ros.

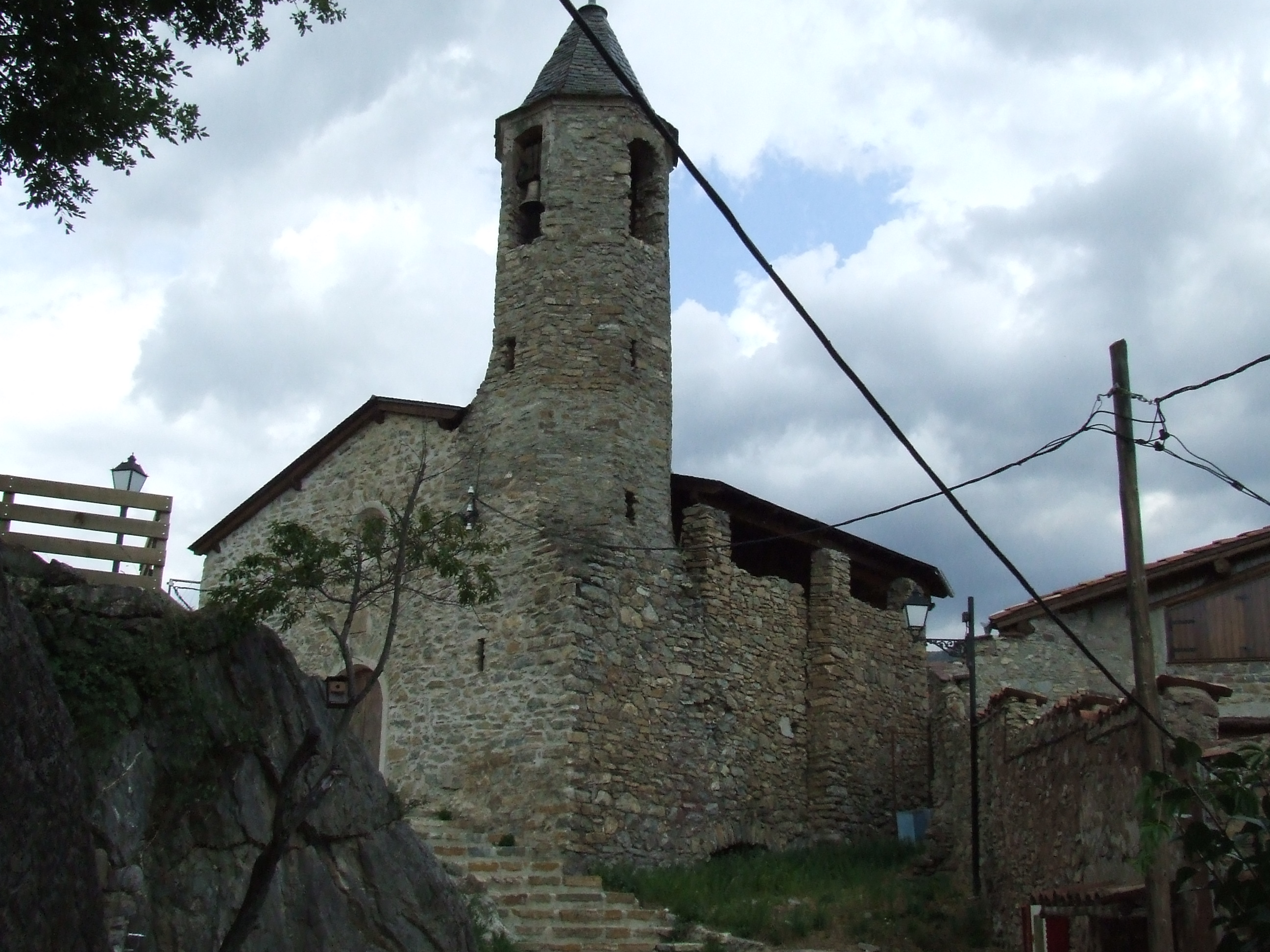
La iglesia de San Juan de Beranui

El pueblo está situado en la parte central del municipio, a la izquierda del Flamisell, unos 900 metros al sursudeste de la Plana de Mont-ros. Es accesible por una pista rural en buen estado que sale de la Plana de Mont-ros hacia el este, y nos lleva al pueblo de Beranui en 2,5 km, haciendo bastantes curvas para salvar el desnivel de 150 metros entre los dos pueblos.
La iglesia parroquial de Beranui es románica: San Juan Evangelista de Beranui.

## Etimología
Se trata de un topónimo híbrido, según Joan Coromines: un apellido latino Veranus (primaveral), con un sufijo -ui prerromano, exactamente ligur, o bien -oi, vasco. Los dos sufijos aparecen ser añadidos a nombres propios para indicar nombres de lugar.
Por otro lado, podría ser completamente vasco, procedente de la palabra bera y el sufijo suara. No hay tendencia de dar una de las teorías un mayor valor.

## Historia
Al Museo Arqueológico de Barcelona hay una punta de sageta de bronce procedente de Beranui, además de dos vasos de la Edad del Hierro.

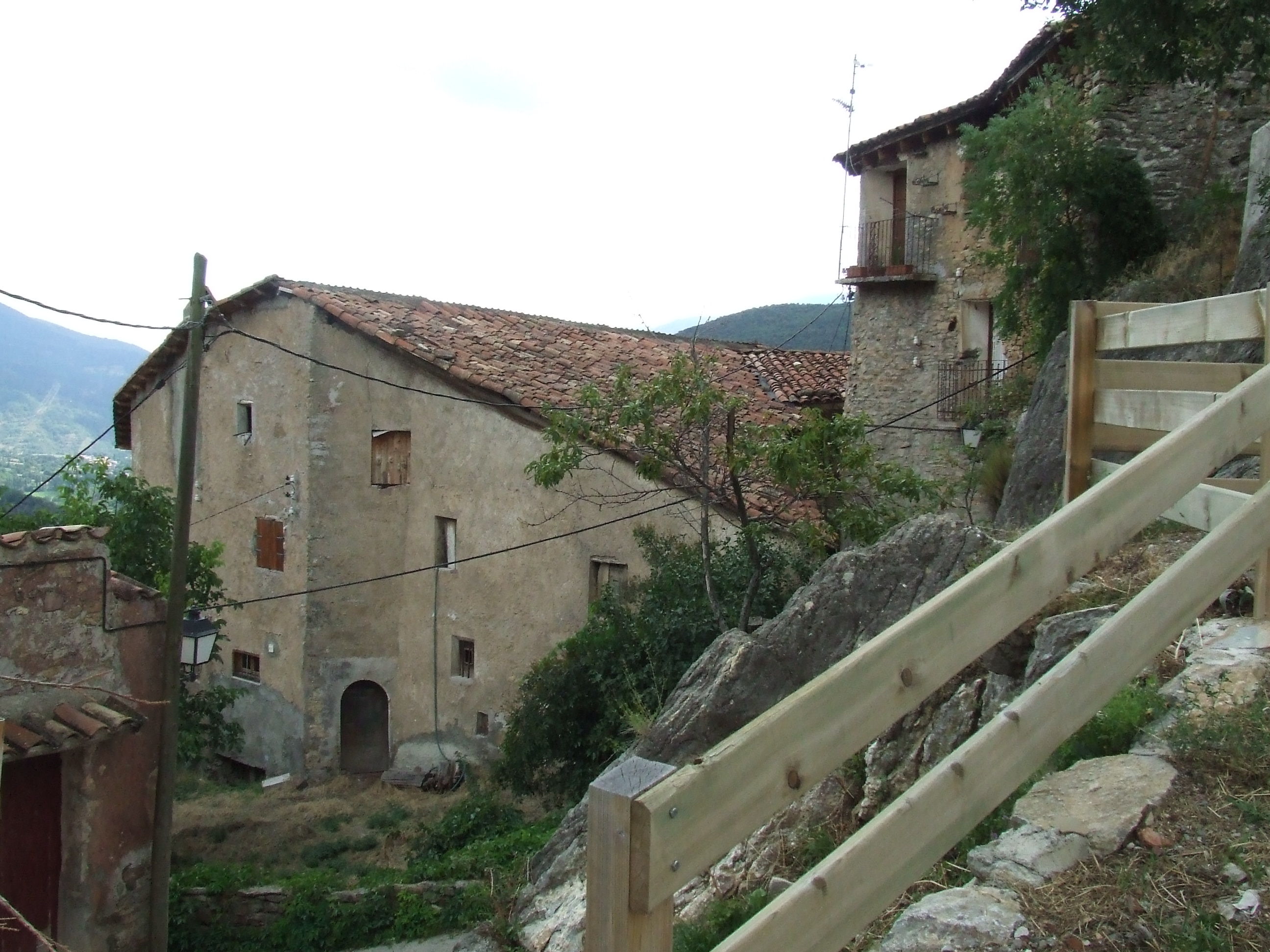
Centro del pueblo

El 1380 la jurisdicción del lugar era de la baronía de Bellera, mientras que el 1790 era de la baronía de Claret. De la etapa medieval, el pueblo actual conserva la estructura urbana, que es la de un pueblo cerrado de collina.
Se podrían conservar algunos restos del castillo que coronaba el pueblo, justamente al bloque de viviendas, agrupadas, situadas en el punto más alto del pueblo. El topónimo se ha conservado: estas casas, así como una fuente, son denominadas todavía hoy en día el Castellot.

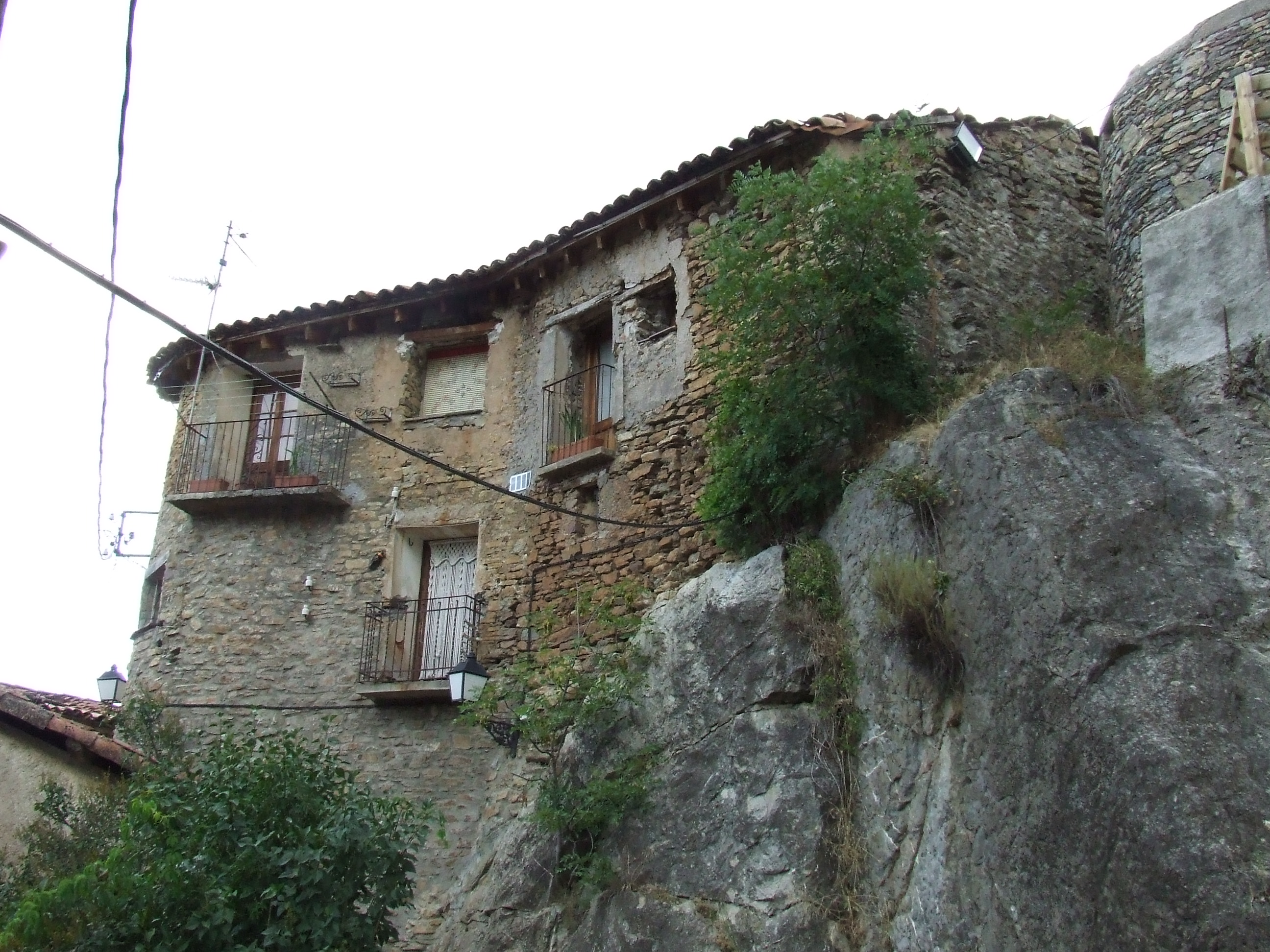
El Castellot

En el Fogatge del 1553 constan seis fuegos, con el nombre del pueblo Beranuy (unos 30 habitantes). El 1718 constan a Beranui 30 habitantes. El 1831, no aparece, pero es posible que los 10 habitantes que se atribuyen a Gramenet de Beranuy sean entre los dos pueblos.
Entre 1812 y el febrero del 1847 Brenuy, a veces llamado Brenuy de la Baronía de Claret o Brenuy de la Baronía, disfrutó de ayuntamiento propio. Se formó a partir de la promulgación de la Constitución de Cádiz y su despliegue, y fue suprimido, agregándolo en Mont-ros, debido al límite fijado en la ley municipal del 1845 del mínimo de 30 vecinos indispensables para mantener el ayuntamiento propio.
Pascual Madoz habla brevemente de Beranuy ó Brenuy, en su Diccionario geográfico del 1845. Se puede leer que el pueblo está situado al regazo de una montaña combatida por todos los vientos, con clima frío, pero saludable para enfermos de calenturas intermitentes y resfriados. Había 4 casas habitadas, con 4 vecinos (jefes de familia) y 20 almas (habitantes).
Según Ceferí Rocafort, Beranui tenía, alrededor del 1915, 20 edificios con 72 habitantes.
El 1970 tenía 30 habitantes, que ya solo eran 15 el 1981 y 11 el 2005.

## Fiestas y tradiciones
A pesar de que es una tradición de nueva planta, Beranui tiene su espacio en el Romanço de la Vall Fosca, de Jaume Arnella, después del fragmento dedicado a la Pobleta de Bellveí:

Hi ha la Plana de Mont-ros

remuntant el Flamisell

i, amagats a banda i banda,

Beranui, Antist i Castell.
 